# Two Weeks in Another Town
Two Weeks in Another Town (Brasil: A Cidade dos Desiludidos ) é um filme estadunidense de 1962, do gênero drama. Foi dirigido por Vincente Minnelli com roteiro por Charles Schnee, baseado no livro de Irwin Shaw, e música de David Raksin.

## Sinopse
Jack Andrus, ator que já teve seus dias de glória, está no fundo do poço, lutando contra o alcoolismo após um divórcio, um acidente de carro e três anos de internação. Recebe uma chance de atuar em um filme dirigido por seu antigo mentor, Maurice Kruger, na Itália, mas ao chegar descobre que o papel não está mais disponível. Em vez disso, é convidado a ajudar no estúdio de Cinecittà com a dublagem das falas dos atores. Andrus socializa com Veronica, apaixonada pelo jovem ator Davie Drew. O filme está atrasado e ultrapassando o orçamento, e Kruger sofre um ataque cardíaco devido ao estresse. Andrus é chamado para dirigir o filme e consegue colocá-lo nos trilhos, ganhando o respeito dos atores. Ao visitar Kruger no hospital, é acusado por Clara, esposa doente de Kruger, de tentar roubar o filme. Desiludido, Andrus se afunda na bebida, mas eventualmente recupera a sanidade e decide retomar sua vida e sua sobriedade.  

## Elenco
- Kirk Douglas ....... Jack Andrus
- Edward G. Robinson ....... Maurice Kruger
- Cyd Charisse ....... Carlotta
- George Hamilton ....... Davie Drew
- Daliah Lavi ....... Veronica
- Claire Trevor ....... Clara Kruger
- James Gregory ....... Brad Byrd
- Rosanna Schiaffino ....... Barzelli
- Joanna Roos ....... Janet Bark
- George Macready ....... Lew Jordan
- Mino Doro ....... Tucino
- Stefan Schnabel ....... Zeno
- Vito Scotti ....... Diretor Assistente
- Tom Palmer ....... Dr. Cold Eyes
- Erich von Stroheim Jr. ....... Ravinksi (como Erich Von Stroheim Jr.)